# 時計屋の娘
『時計屋の娘』（とけいやのむすめ）は、 TBS、BS-TBSの制作により、2013年（平成25年）11月18日の21:00-22:54にTBS系列、2013年11月22日の19:00-20:54にBS-TBSで放送されたスペシャルドラマ。平成25年度文化庁芸術祭参加作品でもある。

## あらすじ
シャッター通りと化しつつある寂れた商店街の一角にある小さな時計屋に、一人の若い女がやってきた。ヴィンテージ物の時計の修理の依頼だが、その時計と若い女の出逢いによって、時計屋の主人の過去の心の時計が少しずつ動き始めた。

## キャスト
宮原リョウ
演 - 沢尻エリカ
秋山守一（秋山時計店主人）
演 - 國村隼
花村司（近所の植木屋職人）
演 - 桐谷健太
友保（時計のコレクター）
演 - 小林稔侍（特別出演）
若き日の秋山
演 - 中村勘九郎
国木知花子（秋山のかつての恋人）
演 - 木村文乃
ヒッチハイク中のリョウを載せたトラックドライバー
演 - 友近
町内会長
演 - 浅見小四郎
ヒッチハイク中のリョウを断るドライバー
演 - 迫田孝也
秋山の目を診察した医者
演 - 日中泰景
秋山時計店の客
演 - 中村直太郎
リョウを追ってきた借金取りのヤクザ
演 - 賀川黒之助、外川貴博
その他
演 - 水谷妃里、蒲生麻由、瀬戸将哉、しのへけい子、桜井聖

## スタッフ
- 脚本 - 池端俊策（脚本協力：岩本真耶）
- 演出 - 山室大輔
- ロケ協力 - せんだい宮城フィルムコミッション、石巻市、入間市、アモール東和商店街、坂の上のけやき公園　ほか
- プロデューサー - 八木康夫、真木明
- 製作 - TBS、BS-TBS